# Heinz Kinigadner
Heinz Kinigadner (Uderns, 28 januari 1960) is een Oostenrijks voormalig motorcrosser.

## Carrière
Kinigadner werd tweemaal Wereldkampioen motorcross 250cc in 1984 en 1985 voor het fabrieksteam van KTM.
Na zijn carrière als motorcrosser nam Kinigadner deel aan verschillende offroad-wedstrijden zoals de Dakar-rally. Hij organiseerde ook zelf wedstrijden, zoals onder meer Battle of the Kings, die kampioenen uit verschillende motorsporten tegen elkaar deed uitkomen, zoals Joël Smets, Jacky Martens, Shayne King en anderen. Hij was ook een tijd sportief directeur van het KTM fabrieksteam in het motorcross. Nadat zowel zijn jongere broer als zijn zoon verlamd raakten na een ongeval, richtte Kinigadner Wings for Life op, een organisatie die ondersteund wordt door Red Bull die onderzoek voert naar ruggenmergletsel.
Aangezien Kinigadner de eerste Oostenrijkse wereldkampioen ooit werd op de Oostenrijkse KTM, wordt hij als een nationale held beschouwd in zijn thuisland.

## Palmares
- 1984: Wereldkampioen 250cc
- 1985: Wereldkampioen 250cc